# Бурдуково
Бурдуко́во (рос. Бурдуково) — присілок у складі Лузького району Кіровської області, Росія. Входить до складу Лальського міського поселення.
Населення становить 13 осіб (2010, 17 у 2002).
Національний склад станом на 2002 рік — росіяни 94 %.